# Murilo Zauith
Murilo Zauith   (Barretos, 17 de juliol de 1950) és un polític i empresari brasiler. Va ser diputat estatal, federal i alcalde de Dourados. Fins 2022 fou el vicegovernador de Mato Grosso do Sul. Empresari en la ciutat de Dourados, és propietari del Centro Universitário da Grande Dourados (Unigran), una de les majors facultats de Mato Grosso do Sul.